# カワサキ・ZX-7R
ニンジャZX-7R(ニンジャゼットエックス-セブンアール)は、川崎重工業モーターサイクル&エンジンカンパニー(現：カワサキモータース)が製造していた輸出市場向けの大型自動二輪(オートバイ)である。
本項では、ストリート志向の「ZX-7R」とレース志向の「ZX-7RR」について解説する。

## 概要
ZX-7Rは1996年にZXR750の後継車種として発売された、スーパーバイク世界選手権に代表される市販車レースへの参戦を視野に入れた750cc4気筒のスーパースポーツ車両である。ZXR750の構成を踏襲しつつ車体、エンジンともに刷新、エンジンのショートストローク化、高圧縮比、ラムエアダクトの増設(ZXR750は左側のみ)などによるエンジンパフォーマンスの強化、フロントフォークの大径化などによる足回りの強化が図られている。
年式によるカラーリング変更の他は大きな変更を受けること無く2002年(スーパーバイク選手権参戦のためホモロゲーション取得のため、2003年にP8型が極少数生産された)まで製造販売された。
ZX-7RRはZX-7Rのレース用モデルであり、スーパーバイク世界選手権のホモロゲーションモデルである。1996年および1997年に製造販売された。レースでの使用により適した仕様・装備が与えられており、フレームはホイールベースを短縮し可変スイングアームピボット化された専用品、一人乗り仕様のためシングルシートカウルである。トランスミッションはよりサーキット走行に適するためクロスミッション化。ブレーキキャリパーはZX-7Rのトキコ製対向式6POTキャリパーに対しニッシン製異径対向式6POTキャリパーに変更。フロントサスペンションはZX-7Rのカヤバ製からショーワ製へ変更。キャブレターは負圧式のケーヒンCVKD38から強制開閉式FCR41(正確にはFVKD41。レース時の整備を考慮しサイドリンクへ変更。加速ポンプが2つなど市販FCRキャブとは細部が異なる)。バッテリーも小型化されている。カムギアトレーン化キットなどレースキット等も豊富に供給されていた。
国内販売されたのは1996年に台数限定かつレース専用とし公道走行不可で販売されたもののみであり現在公道を走行している車両は基本的に逆輸入された車両のみである。車両性格上、41パイという(排気量からすると)大口径のFCRキャブレターのせいもありセッティングが出しにくく、ノーマルの状態では7Rの方が速い場合も多々あった。

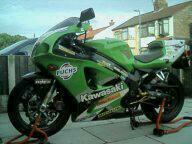
ZX-７RR

2003年にスーパーバイク世界選手権のレギュレーションが大幅改定され4気筒車両の参戦可能最大排気量が1,000ccまでに引き上げられた。これによりZX-7R/RRはその役割を終えることとなり、2004年、ZX-9Rと統合される形でZX-10Rが後継車種として発売された

## モデル一覧

### ZX-7R
- ZX750-P1(1996年)[2]

カラー：█ライムグリーン
- ZX750-P2(1997年)[2]

カラー：█エボニーブラック
- ZX750-P3(1998年)[2]

カラー：█ライムグリーン、█ファイアクラッカーレッド、█パールパープリッシュブラックマイカ
- ZX750-P4(1999年)[2]

カラー：█ライムグリーン、█キャンディパーシモンレッド、█ギャラクシーシルバー
- ZX750-P5(2000年)[2]

カラー：█ライムグリーン
輸出仕向け地はオーストリア、欧州一般、ドイツ、フランス、ギリシャ、イタリア、オランダ、ノルウェー、スペイン、スイス、イギリスとなる。
- ZX750-P6(2001年)[2]

カラー：█ライムグリーン、█サンビームレッド
輸出仕向け地はオーストリア、欧州一般、ドイツ、フランス、ギリシャ、イタリア、オランダ、ノルウェー、スペイン、スイス、イギリスとなる。
- ZX750-P7(2002年)[2]

カラー：██ライムグリーン×ブラックパール
輸出仕向け地はオーストリア、欧州一般、ドイツ、フランス、ギリシャ、イタリア、オランダ、ノルウェー、スペイン、スイス、イギリスとなる。

### ZX-7RR
いずれもカラーは█ライムグリーンのみ
- ZX750-N1(1996年)[2]

日本国内で販売されたほか、輸出仕向け地はオーストリア、欧州一般、ドイツ、フランス、イタリア、オランダ、イギリスとなる。
- ZX750-N2(1997年)[2]

輸出仕向け地はオーストリア、欧州一般、ドイツ、フランス、イタリア、オランダ、イギリスとなる。

### レース活動
ZX-7RRは1996年から2003年の間、スーパーバイク世界選手権を始めとする各国の様々な市販車改造クラスのレースで使用された。主な活躍としては、1996、1997年のAMAスーパーバイク選手権でダグ・チャンドラーが2度のタイトルを獲得、2000年の全日本ロードレース選手権で井筒仁康がスーパーバイククラスで王座を獲得、アンドレアス・ホフマンが1997年のマカオグランプリで優勝している。
スーパーバイク世界選手権ではZX-7RRが使用された時期は2気筒車両優勢のいわば4気筒勢不遇の時代であったこともあり、あまり目立った成績は残せておらず、1997年、柳川明の年間4位が最高位である。また、1997年の柳川のA1・リンクでの初勝利が、マフラーを供給していたアクラポビッチにとっても主要なレースでの初勝利でもある。
鈴鹿8時間耐久ロードレースでは未勝利ながら1996年、アンソニー・ゴバート/サイモン・クラファー組の2位表彰台、1997・1999年にも3位表彰台を獲得している。